# Născuți pentru a alerga
Născuți pentru a alerga (în engleză Born to Run) este o carte scrisă de Christopher McDougall și publicată la editura The Knopf Doubleday Publishing Group în anul 2009. Cartea s-a vândut în peste trei milioane de exemplare, iar în 2012 editura Preda Publishing a publicat versiunea sa în limba română.

## Rezumat
Izolați de cel mai sălbatic relief din America de Nord, indienii Tarahumara, populație solitară din Canionul Cuprului, Mexic, sunt păstrătorii unei arte pierdute. De secole întregi, ei exersează tehnici care le permit să alerge sute de kilometri și să hăituiască orice ființă, de la căprioară la maratonist olimpic, bucurându-se de fiecare kilometru alergat. Talentul lor supraomenesc este dublat de o sănătate și o serenitate excepționale, care îi fac imuni la bolile și conflictele care afectează civilizația occidentală.
Cu ajutorul lui Caballo Blanco, un cowboy singuratic care trăiește împreună cu acest trib, autorul reușește să descopere nu doar secretele Tarahumara și propriile abilități de atlet, ci și istoria omenirii așa cum nu a fost dezvăluită niciodată. Cu talent și pasiune, McDougall aruncă cititorul într-o călătorie unică, puțin probabil a fi repetată în viață. Peisajul se schimbă cu repeziciune de la laboratoarele Universității Harvard la munții sălbatici din California, de la pădurile adânci din Idaho la văile aride din Deșertul Mojave, pentru a se încheia apoteotic în Canionul Cuprului.

## Personaje
- Micah True, care apare sub numele de Caballo Blanco
- Scott Jurek
- Jenn Shelton
- Ann Trason

## Adaptări
Cartea urmează să fie ecranizată. Filmul va fi scris și regizat de Peter Sarsgaard și produs de către Kathleen Kennedy și Frank Marshall.